# Rethonvillers
Rethonvillers és un municipi francès situat al departament del Somme i a la regió dels Alts de França. L'any 2007 tenia 332 habitants.

## Demografia

### Població
El 2007 la població de fet de Rethonvillers era de 332 persones. Hi havia 122 famílies de les quals 20 eren unipersonals (12 homes vivint sols i 8 dones vivint soles), 37 parelles sense fills, 61 parelles amb fills i 4 famílies monoparentals amb fills.
La població ha evolucionat segons el següent gràfic:
Habitants censats

### Habitatges
El 2007 hi havia 148 habitatges, 124 eren l'habitatge principal de la família, 12 eren segones residències i 12 estaven desocupats. Tots els 148 habitatges eren cases. Dels 124 habitatges principals, 101 estaven ocupats pels seus propietaris, 18 estaven llogats i ocupats pels llogaters i 4 estaven cedits a títol gratuït; 1 tenia dues cambres, 18 en tenien tres, 39 en tenien quatre i 65 en tenien cinc o més. 89 habitatges disposaven pel capbaix d'una plaça de pàrquing. A 48 habitatges hi havia un automòbil i a 58 n'hi havia dos o més.

### Piràmide de població

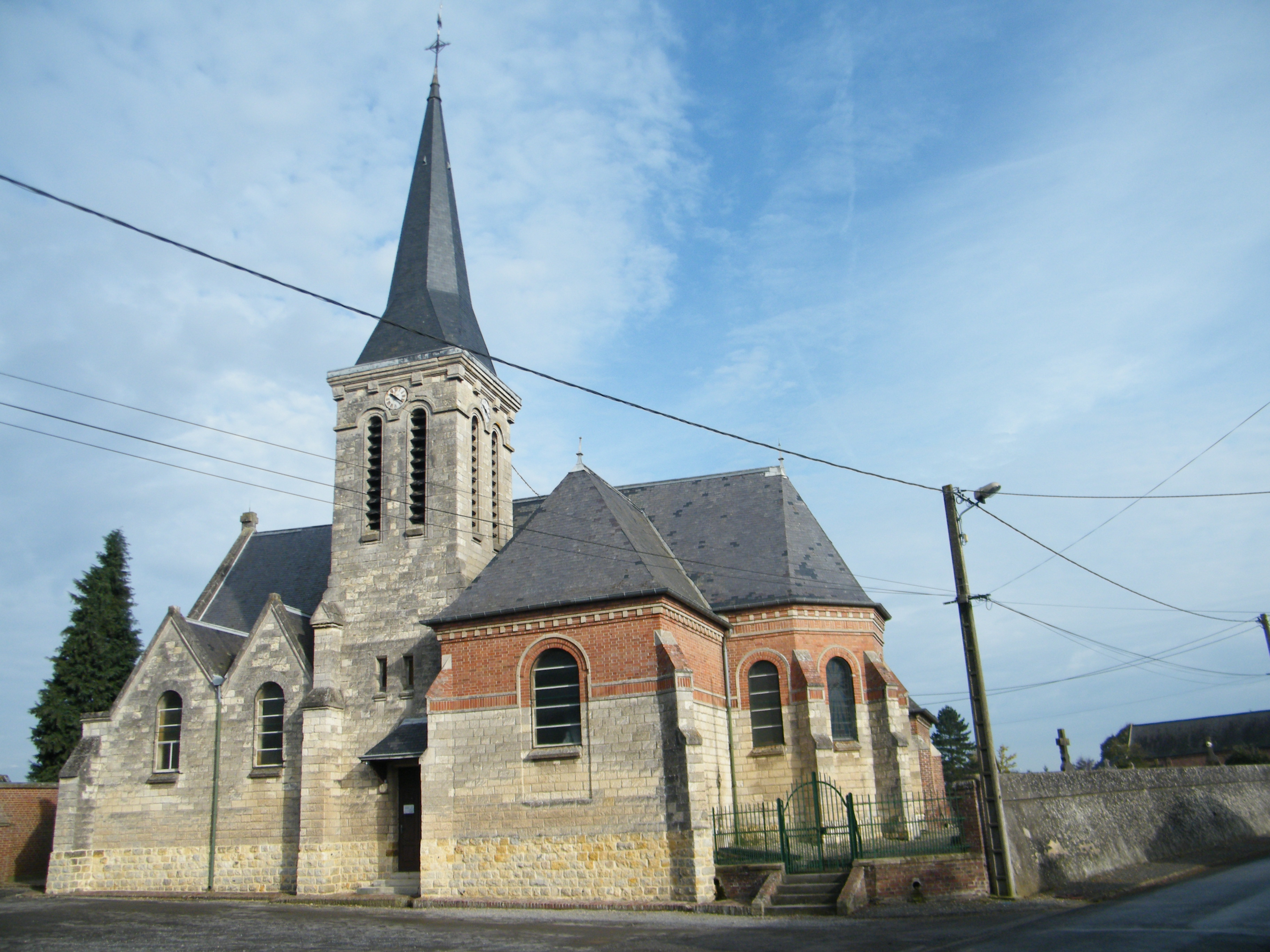

La piràmide de població per edats i sexe el 2009 era:
| Homes | Edats   | Dones |
| ----- | ------- | ----- |
| 0     | 95 o +  | 0     |
| 0     | 90 a 94 | 0     |
| 0     | 85 a 89 | 0     |
| 0     | 80 a 84 | 0     |
| 4     | 75 a 79 | 8     |
| 12    | 70 a 74 | 12    |
| 8     | 65 a 69 | 8     |
| 8     | 60 a 64 | 8     |
| 8     | 55 a 59 | 8     |
| 4     | 50 a 54 | 4     |
| 24    | 45 a 49 | 8     |
| 24    | 40 a 44 | 16    |
| 8     | 35 a 39 | 28    |
| 0     | 30 a 34 | 8     |
| 8     | 25 a 29 | 0     |
| 8     | 20 a 24 | 8     |
| 36    | 15 a 19 | 4     |
| 28    | 10 a 14 | 8     |
| 4     | 5 a 9   | 12    |
| 4     | 0 a 4   | 4     |

## Economia

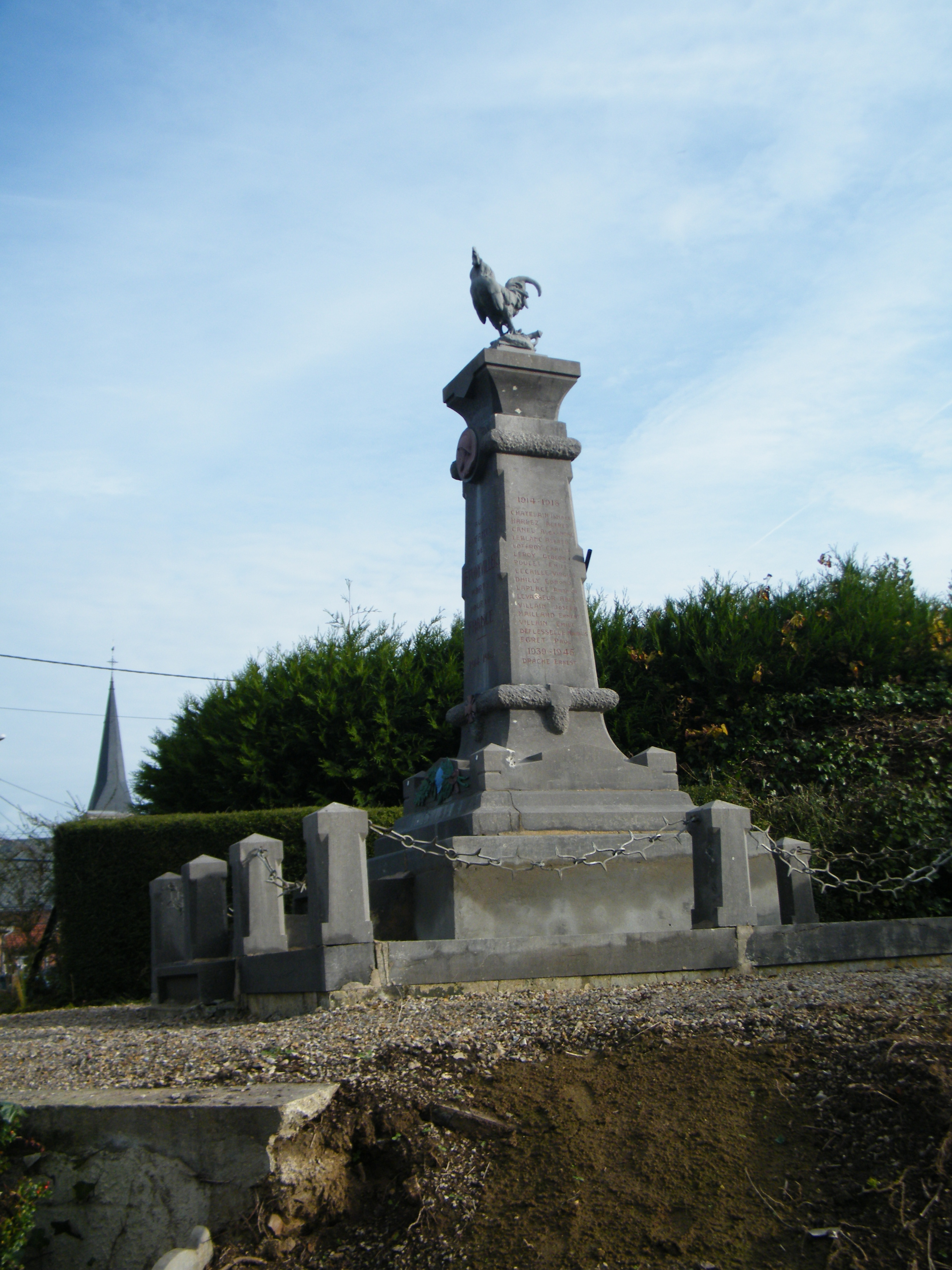

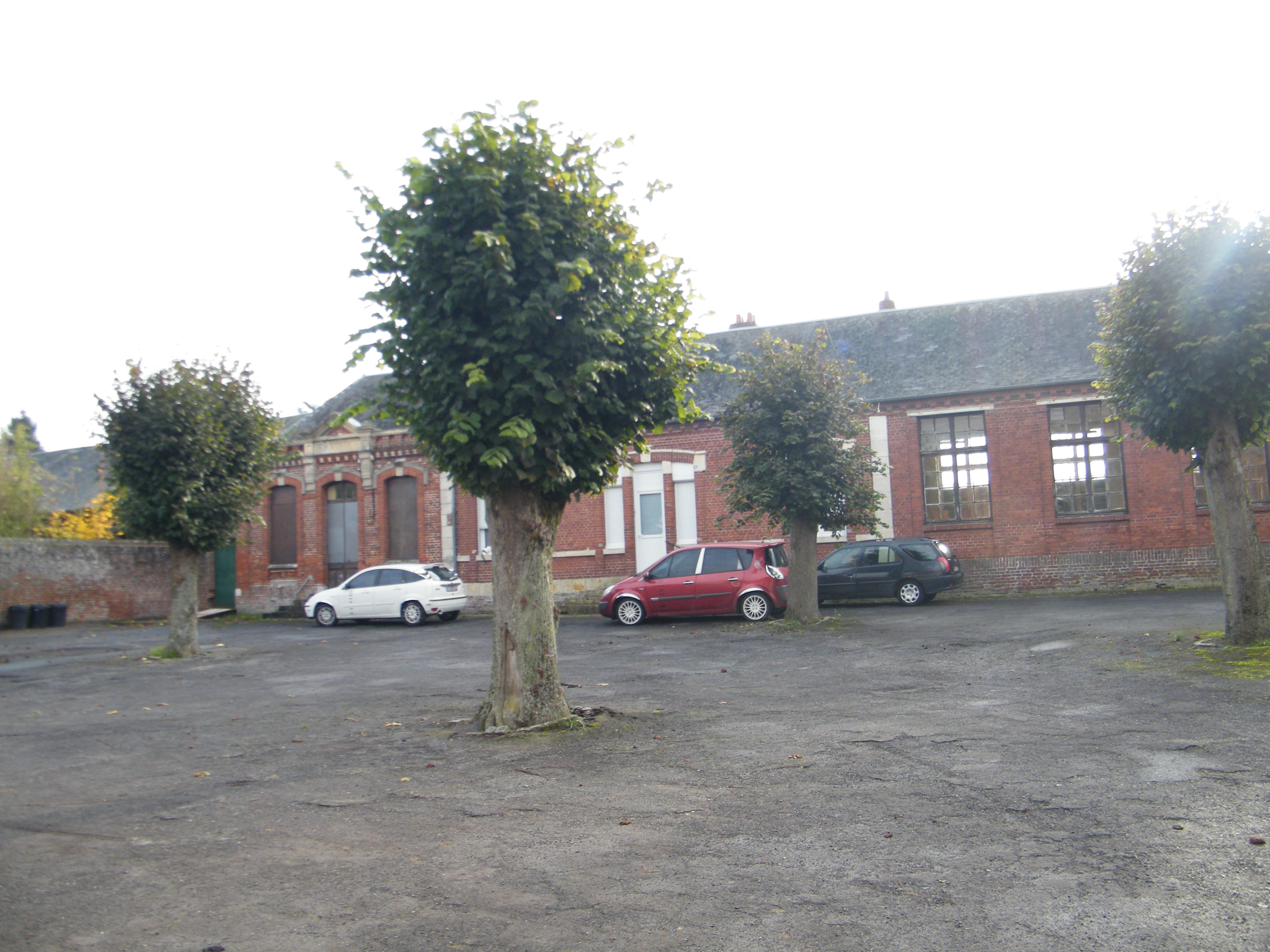

El 2007 la població en edat de treballar era de 222 persones, 159 eren actives i 63 eren inactives. De les 159 persones actives 144 estaven ocupades (77 homes i 67 dones) i 14 estaven aturades (7 homes i 7 dones). De les 63 persones inactives 15 estaven jubilades, 13 estaven estudiant i 35 estaven classificades com a «altres inactius».

### Ingressos
El 2009 a Rethonvillers hi havia 130 unitats fiscals que integraven 345 persones, la mediana anual d'ingressos fiscals per persona era de 16.239 €.

### Activitats econòmiques
Dels 4 establiments que hi havia el 2007, 1 era d'una empresa de construcció, 2 d'empreses de comerç i reparació d'automòbils i 1 d'una empresa de transport.
Els 2 serveis als particulars que hi havia el 2009 eren fusteries.
L'any 2000 a Rethonvillers hi havia 11 explotacions agrícoles que ocupaven un total de 576 hectàrees.

## Poblacions més properes

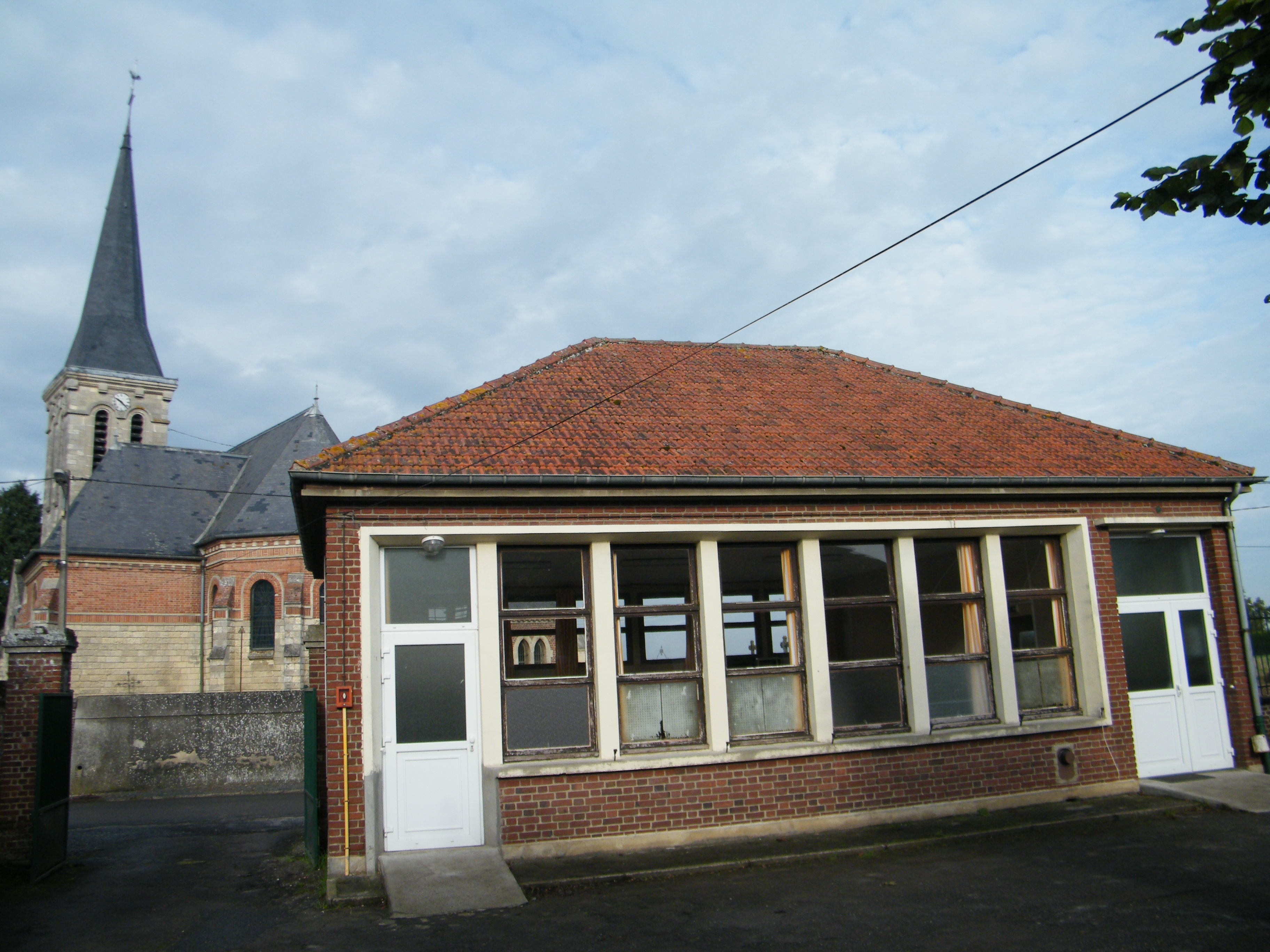

El següent diagrama mostra les poblacions més properes.